# Bosättningen i Ulster
Bosättningen i Ulster (engelska: Plantation of Ulster) var en tid av politiskt motiverad kolonisering under 1600-talet då engelska och skotska protestanter tilldelades egendomar i Ulster på Irland. Egendomarna hade beslagtagits från de katolska irländarna, efter Jarlarnas flykt då de sista viktiga irisktalande jarlarna gick i exil. Området som varit centrum för motståndet mot engelsmännen övergick till att istället bli en viktig stödjepunkt för det engelska styret. Denna process är orsaken till att sex av grevskapen i Ulster har en protestantisk och brittiskvänlig majoritet, och kom att tillhöra Nordirland då Irland delades.